# Greatest Love of All
Greatest Love of All là bài hát thứ tư và là bài cuối cùng trong đĩa đơn của Whitney Houston trong album đầu tiên cùng tên nghệ sĩ, album Whitney Houston, phát hành vào tháng 4 năm 1986. Bài hát do Michael Masser và Linda Creed sáng tác và được George Benson thu âm lần đầu cho bộ phim The Greatest về Muhammad Ali năm 1977. Bản thu âm đầu tiên là một tác phẩm hay thứ hai của Benson, mặc dù nó không nằm trong bảng xếp hạng 20 bài hay nhất.
Phiên bản của Houston được Clive Davis của hãng Arista thu âm. Bài hát được ghi ở B-side kèm theo bài "You Give Good Love", bài mà đã được đứng thứ 3 ở Mỹ.

## Diễn biến trên các bảng xếp hạng
Phiên bản của cô được đứng vị trí đầu trong bảng xếp hạng 100 bài hát hay nhất của Tạp chí Billboard trong ba tuần, đáng chú ý ở đây là bài hát chỉ được ghi ở B-side. Bài hát cũng đứng thứ 3 trong các bài hát được xếp hạng từ một album, đó là một thành tựu mà chưa từng một nữ nghệ sĩ nào hát solo đạt được. Vào thời gian này, đây là bài hát đứng đầu tiên mà có thời gian xếp hạng lâu nhất của Houston. Bài hát cũng đứng đầu trong cả hai bảng xếp hạng thành phần, bảng 100 bài hát hay nhất được mua và 100 bài hát hay nhất trên sóng phát thanh, bản phát hành thứ hai liên tiếp thứ hai của cô cũng được xếp hạng như vậy và giữ được 14 tuần nằm trong số 50 bài hay nhất.
Trong bảng xếp hạng của Billboard khác, bài hát cũng rất tuyệt vời và nó đứng thứ ba trong bảng xếp hạng nhạc R&B. Bài hát cũng đã đứng đầu bảng xếp hạng Adult Contemporary trong 5 tuần, vào thời gian này thì tác phẩm của Houston có thời đứng đầu bảng xếp hạng lâu nhất.
Trên bình diện quốc tế, bài hát không làm nên thành công của "How Will I Know", đứng thứ 8 ở Anh, thứ 20 ở thụy Sĩ và thứ 21 ở Đức. Tuy nhiên, đây cũng là bài hát đầu tiên của Houston được đứng thứ nhất ở Úc.
Bài hát đã giành được giải thưởng âm nhạc Mỹ cho Video nhạc Soul/R&B ưa thích và nó được đề cử chính thức trong giải thưởng Grammy cho Ghi âm của năm và giải thưởng dòng nhạc Soul cho đĩa đơn của năm.

## Danh sách track
- US Vinyl / 7" / Single
  - A "Greatest Love Of All" — 4:51
  - B "Thinking About You" — 4:06

## Video âm nhạc

Whitney Houston trong video bài hát

Video âm nhạc phản ánh cuộc biểu diễn của cô trong quá khứ, Houston lúc còn bé được hoà hợp với Houston hiện tại, và sau đó là buổi biểu diễn đẹp, đầy thu hút. Cuối video, cô đã trả lại những thứ mà mẹ cô đã từng trao cho cô với cái ôm xiết chặt đầy biết ơn, cảm kích.

## Bảng xếp hạng và chứng nhận

### Vị trí xếp hạng
| Bảng xếp hạng (1986)                     | Vị trí cao nhất |
| ---------------------------------------- | --------------- |
| Australia (Kent Music Report)            | 1               |
| Áo (Ö3 Austria Top 40)                   | 25              |
| Canada (Canadian Hot 100)                | 1               |
| Hà Lan (Dutch Top 40)                    | 24              |
| Ireland (IRMA)                           | 4               |
| Italy (Musica e dischi)                  | 13              |
| Đức (GfK)                                | 30              |
| New Zealand (Recorded Music NZ)          | 12              |
| Thụy Điển (Sverigetopplistan)            | 14              |
| Thụy Sĩ (Schweizer Hitparade)            | 20              |
| Anh Quốc (OCC)                           | 8               |
| Hoa Kỳ Billboard Hot 100                 | 1               |
| Hoa Kỳ Hot R&B/Hip-Hop Songs (Billboard) | 3               |
| Hoa Kỳ Adult Contemporary (Billboard)    | 1               |

### Bảng xếp hạng cuối năm
| Bảng xếp hạng (1986)         | Vị trí |
| ---------------------------- | ------ |
| Australian Kent Music Report | 27     |
| US Billboard Hot 100         | 11     |
| US Black Singles             | 46     |
| US Pop Singles               | 11     |

### Chứng nhận
| Quốc gia (Cấp chứng nhận) | Chứng nhận |
| ------------------------- | ---------- |
| Canada (CRIA)             | Vàng       |
| Hoa Kỳ (RIAA)             | Vàng       |